# 逆襲モンスター
逆襲モンスター（ギャクモン）は、2021年7月10日にプレデビューにて活動開始した、日本の女性アイドル・グループ。所属事務所はMelodyConnect。「過去の自分へ逆襲を…」とコンセプトに掲げており、過去にはいじめや引きこもりなどを経験した波瀾万丈なメンバーにて結成された。グループ名はそのコンセプトから『逆襲モンスター』となっている。後に『桃桃パラダイス』となりコンセプトを変え再始動する。

## 概要
2021年3月、ボカロPであり元ヴィジュアル系ロックアーティストであるぷくが新たなプロジェクトとしてアイドルオーディションを行った。
そのオーディションにて選ばれたメンバーで結成された。
2021年6月6日、Twitter上で突如メンバーのシルエットのみが公開。
その後の6月10日に全貌解禁を解禁し7月10日の品川グランドホールにてプレデビューをすることが発表された。
6月26日には0st Digital Single『パッパラパー革命』が全世界の音楽配信サイトにて配信開始。YouTubeにてLyric Videoも公開されている。
10月31日をもって活動終了した。

## メンバー
| 名前       |                                   | 担当                    | 誕生日   | マーク | 血液型 | 出身              | 担当カラー | 備考 |
| ---------- | --------------------------------- | ----------------------- | -------- | ------ | ------ | ----------------- | ---------- | ---- |
| ひっちょん | 『臆病だった自分に逆襲を…』       | ヴァンパイア            | 3月4日   | 🦋     | O      | 埼玉県            | 水色       |      |
| ぴぴたん   | 『落ちこぼれだった自分に逆襲を…』 | ラブリーピンク/デザイン | 6月9日   | 🎀     | A      | 海から1番遠い場所 | ピンク色   |      |
| ももんち   | 『負け犬だった自分に逆襲を…』     | IQ3                     | 11月20日 | 🐸     | O      | 神奈川県          | 緑色       |      |

### 過去のメンバー
| 名前     |                                         | 誕生日   | マーク | 血液型 | 担当カラー | 備考                  |
| -------- | --------------------------------------- | -------- | ------ | ------ | ---------- | --------------------- |
| メイル   | 『泣き虫だった自分に逆襲を...』         | 4月25日  | 🌹     | O      | 赤色       | 2021年8月11日脱退     |
| レンレン | 『いじめられっ子だった自分に逆襲を...』 | 10月10日 | 👾     | A      | 紫色       | 2021年8月25日契約解除 |
| ことりん | 『小心者だった自分に逆襲を...』         | 10月21日 | 🐥     | O      | 黄色       | 2021年8月31日脱退     |